# (1515) Perrotin
(1515) Perrotin es un asteroide perteneciente al cinturón de asteroides descubierto por André Patry desde el Observatorio de Niza, Francia, el 15 de noviembre de 1936.

## Designación y nombre
Perrotin fue designado al principio como 1936 VG.
Más adelante se nombró en honor del astrónomo francés Henri Joseph Anastase Perrotin (1845-1904).

## Características orbitales
Perrotin está situado a una distancia media de 2,572 ua del Sol, pudiendo alejarse hasta 3,173 ua y acercarse hasta 1,971 ua. Tiene una excentricidad de 0,2336 y una inclinación orbital de 10,66°. Emplea 1507 días en completar una órbita alrededor del Sol.